# Mejoza postgamiczna
Mejoza postgamiczna (mejoza metagamiczna; mejoza pozapłodnieniowa) – typ mejozy zachodzący bezpośrednio po procesie zapłodnienia. Jest charakterystyczny dla haplontów – występuje u przedstawicieli wiciowców (Flagellata) i zarodnikowców (Sporozoa) oraz u roślin.